# Mesostenus transfuga
Mesostenus transfuga là một loài tò vò trong họ Ichneumonidae.